# Osphya luteus
Osphya luteus là một loài bọ cánh cứng trong họ Melandryidae. Loài này được Horn miêu tả khoa học năm 1879.